# Bion de Syracuse
Pour les articles homonymes, voir Bion.
Bion de Syracuse est un orateur grec connu par une unique mention de Diogène Laërce, en fin de sa biographie de Bion de Borysthène, dans une liste de dix homonymes de Bion. Diogène Laërce cite ce Bion comme originaire de Syracuse et auteur d'écrits sur l'art oratoire.